# Матія Шполярич
Матія Шполярич (грец. Ματία Σπόλιαριτς, нар. 2 квітня 1997, Лімасол, Кіпр) — кіпрський футболіст сербського походження, півзахисник клубу «Аріс» та національної збірної Кіпру.

## Клубна кар'єра
Матія Шполярич народився у місті Лімасол у сербській родині. Займатися футболом починав у футбольній школі місцевого клубу «Аполлон». У 2010 році вирушив на стажування в академію мадридського «Атлетіко». У 2016 році футболіста було внесено в заявку першої команди «Атлетіко». Але в основі Матія так і не зіграв, а один сезон провів в оренді у клубі Терсери «Толедо», після чого повернувся на Кіпр.
Влітку 2017 року Шполярич приєднався до свого першого клубу «Аполлон», де один сезон також провів в оренді у клубі «Алкі Орокліні». З 2019 року два сезони футболіст провів у клубі АЕК з Ларнаки. А сезон 2021/22 Шполярич розпочав разом з клубом «Аріс» і свого рідного міста Лімасол.

## Збірна
Міжнародну кар'єру у 2014 році Матія Шполярич починав у складі юнацьких збірних Сербії. На той час футболіст мав вибір між збірними Сербії, Хорватії, Кіпру, Греції та Іспанії. З 2017 року він почав виступи за молодіжну збірну Кіпру.
21 березня 2019 року у матчі відбору до Євро 2020 проти команди Сан-Марино Матія Шполярич дебютував у національній збірній Кіпру.

## Досягнення
- Володар Суперкубка Кіпру (2):

«Аполлон»: 2017
«Аріс»: 2023
- Чемпіон Кіпру (1):

«Аріс»: 2022-23

## Особисте життя
Батько Матії Міленко Шполярич відомий в минулому югославський футболіст. У 1992 році він переїхав на Кіпр і грав за національну збірну Кіпру.
Старший брат Александер Шполярич футболіст кіпрського клубу «Неа Саламіна».
Молодший брат Данило Шполярич футболіст кіпрського клубу «Аполлон».